# 倒數反擊
《倒數反擊》（英語：Honest Thief）是一部於2020年上映的美國動作驚悚片，由馬克·威廉斯執導並與史蒂夫·阿里奇共同編寫劇本。主演包括連恩·尼遜、凱特·華許、羅伯特·派屈克、安東尼·拉莫斯、傑佛瑞·唐納文及傑·寇特尼。
講述資深的銀行劫匪湯姆·多蘭（Tom Dolan，尼遜飾演）在愛上了安妮（Annie，華許飾演）後，決定金盆洗手並主動認罪交出搶劫銀行所得九百萬美金，以換取未來的自由。但腐敗的兩名FBI探員卻想吞併那筆重金，於是殺害了他們FBI的部門主管誣陷給湯姆，這使湯姆成為了FBI的頭號追擊目標；湯姆必須奮力一搏做出反擊，除了洗清冤名外還得對付陷害自己的惡人。
《倒數反擊》2020年10月16日於美國上映，由開路影業發行。

## 劇情
在波士頓潛行多年，前美國海軍陸戰隊和爆破專家湯姆·多蘭已成為一名大盜，因其在竊取大量金錢方面的狡猾手法而獲得「江洋大盜」（In-and-Out Bandit）的外號，但搶劫僅給予湯姆快感，他從未花到盜來的半毛錢。當他遇到並愛上了在倉庫出租工作的心理學研究生安妮·桑普特後，他決定重新做人。
湯姆致電給聯邦調查局（FBI），打算藉由自首換取短暫的刑期，以拋下他的黑歷史。因過去曾收到幾次類似的虛假供詞，FBI探員山姆·貝克對他不屑一顧，並交給下屬約翰·尼文斯和拉蒙·霍爾去拜訪湯姆。湯姆說出藏匿錢財的倉庫，但尼文斯說服霍爾偷錢並為自己保管。尼文斯和霍爾在他的酒店用槍指著湯姆，湯姆則利用自己將另外三分之二的錢藏在別處來作為交易的籌碼。對峙中途，貝克意外到來，尼文斯槍殺了貝克，當安妮也到達酒店時，湯姆被迫與安妮一起逃離。
湯姆告訴安妮一切，並擔心她的安全而要求她逃離此地。然而，安妮回到工作地方拿取監視器錄影當作揭發尼文斯和霍爾的證據。尼文斯和霍爾抵達，尼文斯出手打昏了她，內疚的霍爾則騙搭檔安妮已死去，並在尼文斯不知情的情況下拿走了監視器記憶卡。湯姆找到了安妮，並把她帶往醫院。然後他從警察追捕中逃脫，並與貝克的搭檔西恩·麥耶斯纏鬥，同時向對方說出尼文斯才是兇手的實情。尼文斯到醫院想殺安妮，但因麥耶斯在此而作罷。隨後，麥耶斯將被湯姆拿走的霍爾槍還給原主，並察覺尼文斯的說法不成立，湯姆說的是確實為實話。
湯姆跟著霍爾到他家，出手要求對方合作；霍爾交出記憶卡和放錢的安全屋位置，同時警告湯姆趕在尼文斯動手前帶走安妮。湯姆從醫院帶走安妮後，自製炸彈炸毀尼文斯的房子。同時，湯姆隨後派安妮將記憶卡交給麥耶斯，並展示剩餘錢的位置。在安全屋，當尼文斯發現霍爾記憶卡後時，一怒之下殺了霍爾、傷了湯姆，然後帶錢逃跑。湯姆預料到他的行為，於是在尼文斯的車裡放了一枚啞彈，迫使他停車並召集拆彈小組。麥耶斯逮捕了尼文斯，並從他的汽車中追回了贓款。
麥耶斯收到湯姆在霍爾身上找到的錄音機，免除了湯姆謀殺貝克的罪名。湯姆洗清謀殺指控後自首，麥耶斯承諾會盡量減輕湯姆的刑罰。對湯姆在擊垮尼文斯和為安妮自首的行為表示敬意，麥耶斯暗示有意讓湯姆成為FBI探員。

## 演員
- 連恩·尼遜飾演湯姆·多蘭（Tom Dolan）
- 凱特·華許（英语：Kate Walsh (actress)）飾演安妮·威爾金斯（Annie Wilkins）
- 傑·寇特尼飾演約翰·尼文斯（John Nivens）
- 傑佛瑞·唐納文飾演西恩·麥耶斯（Agent Sean Meyers）
- 安東尼·拉莫斯飾演拉蒙·霍爾（Ramon Hall）
- 羅伯特·派屈克飾演山姆·貝克（Sam Baker）
- 珍絲敏·西凡斯·鍾斯飾演貝絲·霍爾（Beth Hall）

## 製作
2018年10月12日，據報導，連恩·尼遜和凱特·華許將在驚悚片《倒數反擊》中分別飾演銀行搶劫犯湯姆·卡特（Tom Carter）和他的愛人安妮（Annie），該片由馬克·威廉斯執導，傑·寇特尼與傑佛瑞·唐納文也有望出演。威廉斯也和梅爾斯·內斯特爾（Myles Nestel）、泰·鄧肯（Tai Duncan）、克雷格·查普曼（Craig Chapman）共同擔任監製。11月，安東尼·拉莫斯和羅伯特·派屈克相繼加入演出陣容，主要拍攝也於同月5日開始進行。該片大多在马萨诸塞州波士頓和伍斯特及其周圍地區拍攝。

## 發行
《倒數反擊》由開路影業定於2020年10月16日美國上映。臺灣先於2020年10月8日上映，由威視電影發行。
2020年1月，Briarcliff Entertainment取得該片的美國發行權，並將其定於2020年9月4日上映；之後改為2020年10月9日。2020年6月，開路影業將與Briarcliff共同發行該片。由於2019冠状病毒病疫情的影響，該片暫時撤下檔期後，美國上映日又重新改檔為2020年10月16日。

## 反響
電影整體評價不佳。評論匯總網站爛番茄根據105條評論，新鮮度39％，平均評分為5／10；共識評論：「憑藉氾濫的一級罪名，《倒數反擊》將連恩·尼遜帶往晚期動作驚悚片公式，但忽略了更有份量的故事。」在Metacritic上，得分46，評價兩極。

## 外部連結
- 互联网电影数据库（IMDb）上《倒數反擊》的资料（英文）